# アナホリフクロウ

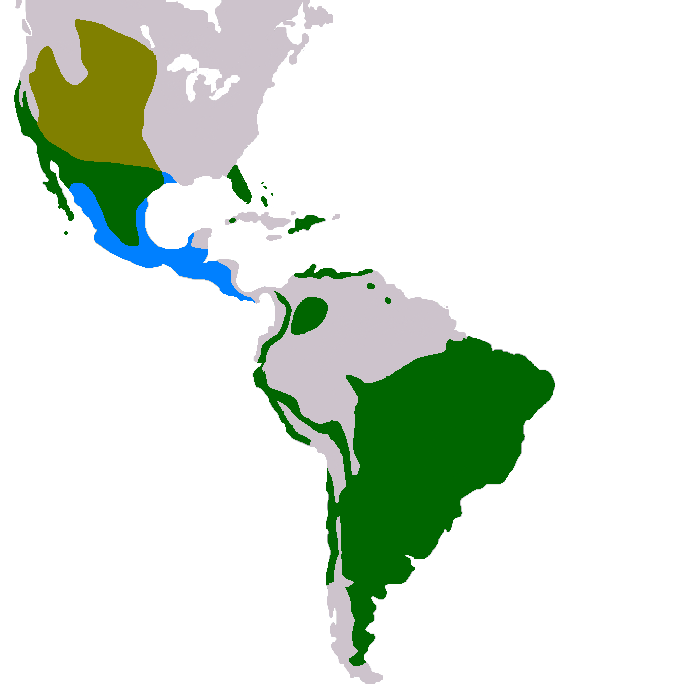
薄緑は夏の繁殖地、緑は留鳥地域、青は越冬地

アナホリフクロウ（穴掘梟、学名：Athene cunicularia）は、フクロウ目フクロウ科の鳥。
別名でshocoなどとも呼ばれる。学名の cunicularia は、ラテン語で鉱夫などを意味する cunicularius を由来とする。

## 形態
体長19-28 cm、翼幅50.8-61 cm、体重140-240 g。他のフクロウより脚が長い。雄雌の差は大きさや見た目では僅かだが、オスの成体はより活動的なため、日焼けにより色褪せて体色が明るくなる。

## 分布・分類
2020年時点の分類学では18の亜種に分けられており、2種が絶滅している。ほとんどはアンティル諸島からアンデス地方に見られ、例えば、ブラジルアナホリフクロウ（Brazilian Burrowing Owl, A. c. grallaria）、フロリダアナホリフクロウ（Florida Burrowing Owl, A. c. floridana）など、主にその生息地域によって分類され、外見上の特徴に差は少ない。

## 生態
砂漠や草原、農地などの開けた環境に生息する。フクロウにしては珍しく昼行性。
プレーリードッグの古巣や地面に掘った巣穴を棲家とし、バッタなどの昆虫類や小型哺乳類を捕食する。地上の昆虫などを捕えるときはかなりの距離を走る。
バイソンなどの糞を巣穴の近くに運び、それに集まってきた甲虫類を捕食するほか、その糞の発酵熱を暖房代わりにしたり、臭いを身体に付けて外敵から身を守るなど活用している。
カナダやメキシコなどの地域では絶滅も危惧され、その主な原因は特に北米のプレーリードッグ対策･規制など人間の活動による生息地の減少にある。一方、空港やゴルフ場の整備された芝生などではその人為的な環境を利用して生息している。
鳴き声
通常はカッカーなどの鳴き声を出すが、警戒している時にはガラガラヘビの警戒時の音のような鳴き声を発して相手を威嚇するベイツ型擬態を行う。
繁殖期
営巣期は3月下旬または4月で、オスは急上昇後10秒程度ホバリング後に降下するディスプレーフライトという求愛飛行等を行う。通常は一夫一婦だが、オスが2羽のメスとペアを組むこともある。
寿命
野生では少なくとも9年、飼育環境では10年以上生きる。天敵には、フクロウ、タカ、ハヤブサ、アナグマ、スカンク、フェレット、アルマジロ、ヘビ、猫、犬などによって捕食される。そのほかの死因は車に轢かれるなどがある。